# Alina Zagitova
Alina Il'nazovna Zagitova (in russo Алина Ильназовна Загитова?; Iževsk, 18 maggio 2002) è una pattinatrice artistica su ghiaccio russa medaglia d'oro nel singolo e argento nella gara a squadre alle Olimpiadi di Pyeongchang 2018.
Campionessa del mondo 2019, ha vinto i campionati europei del 2018, la finale del Grand Prix 2017-18 e i Campionati nazionali russi del 2018.
In categoria junior ha vinto i Campionati mondiali junior del 2017 e la finale del Grand Prix juniores 2016-17, in occasione della quale è stata la prima pattinatrice nella storia a superare il punteggio dei 200 punti totali in una competizione in categoria junior e ha segnato i migliori punteggi mai ottenuti da una pattinatrice junior fino a quel momento per il programma corto, libero e totale. Detiene il record del mondo nel punteggio del programma corto femminile.
Zagitova è la prima pattinatrice artistica russa ad aver vinto la medaglia d'oro sia alle Olimpiadi, ai Campionati mondiali, ai Campionati europei e alla finale del Grand Prix. È la più giovane e la seconda pattinatrice singola, dopo Yuna Kim, ad aver vinto l'oro in tutte le più importanti competizioni dell'ISU, compresi la finale del Grand Prix juniores, i Mondiali junior, finale del Grand Prix, Campionati europei, Campionati mondiali e Giochi Olimpici Invernali.

## Vita privata
Alina Zagitova è nata il 18 maggio 2002, a Iževsk, in Udmurtia. È la figlia di Leysan Zagitova e Ilnaz Zagitov, un allenatore di hockey originario del Tatarstan. Ha una sorella, Sabina, cinque anni più giovane di lei. Zagitova rimase senza nome per un anno, fino a quando i suoi genitori non decidono di chiamarla "Alina", dopo aver visto la ginnasta Alina Kabaeva. Si è trasferita a Mosca all'età di tredici anni insieme a sua nonna, e vive ancora con lei. Durante l'infanzia, il suo hobby era disegnare. Durante un'intervista con Rita Mamun in Corea, Zagitova ha affermato di essere un'amante degli animali da compagnia, e di avere due cincilla a casa a Mosca, insieme al suo gatto e al suo cane, Masaru, di razza akita, donato a Zagitova dal primo ministro giapponese Shinzō Abe per la sua vittoria olimpica nel 2018.

## Carriera

### Gli inizi
Zagitova ha partecipato alla sua prima lezione formale di pattinaggio artistico a quattro anni, nel 2007, con Damira Pičugina a Al'met'evsk, in Tatarstan, dove suo padre allenava una squadra di hockey per il Neftanik club. Dopo essere tornata a Iževsk con la famiglia nel 2008 ha iniziato ad allenarsi con l'allenatrice Natalia Antipina. Nel 2015, si è trasferita a mosca per allenarsi con Ėteri Tutberidze e Sergej Dudakov.
Zagitova si è classificata nona ai Campionati russi di pattinaggio di figura 2016, dopo essersi piazzata dodicesima nel programma corto e ottava nel programma libero.

### Stagione 2016-17: campionessa mondiale juniores

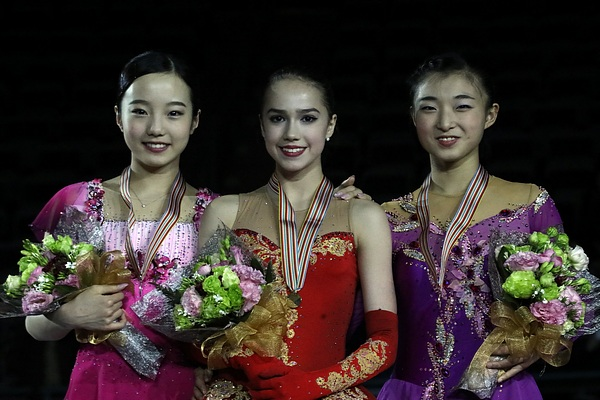
Zagitova (al centro) sul podio dei Campionati mondiali juniores del 2017, insieme a Marin Honda (a sinistra) e Kaori Sakamoto (a destra)

Zagitova ha fatto il suo debutto internazionale nell'agosto del 2016, nel circuito del Grand Prix Junior. Ha partecipato alla tappa tenutasi in Francia, a Saint-Gervais-les-Bains, classificandosi prima in entrambi i segmenti di gara e vincendo l'oro davanti alla giapponese Kaori Sakamoto. Nell'occasione ha ottenuto un punteggio totale di 194.37 punti, il secondo punteggio più alto mai ottenuto da una pattinatrice in categoria junior dopo quello fatto registrare da Polina Curskaja. Zagitova si è poi classificata terza all'altra tappa di Grand Prix a lei assegnata, il Grand Prix ISU juniores in Slovenia, dietro alle pattinatrici giapponesi Rika Kihira e Marin Honda.
Grazie alle due medaglie ottenute ha potuto qualificarsi per la finale, tenutasi in dicembre a Marsiglia. Zagitova si è classificata prima in entrambi i segmenti di gara e ha segnato i migliori punteggi mai registrati in categoria junior fino a quel momento per i l programma corto, libero e totale, per un totale di 207.43 punti. È stata la prima pattinatrice a superare il punteggio dei 200 punti totali in una competizione junior.
Gareggiando a livello senior a fine dicembre, Zagitova si è classificata terza ai Campionati Russi per la stagione 2016-2017, vincendo la medaglia d'argento dietro la compagna di allenamento, Evgenija Medvedeva e davanti alla pattinatrice Anna Pogorilaja. A febbraio 2017, Zagitova ha vinto la medaglia d'oro all'European Youth Olympic Festival in Turchia.
Ai Campionati mondiali junior a Taipei, Zagitova si è piazzata prima dopo il programma corto con 70.58 punti. Anche nel programma libero si è classificata prima, vincendo la medaglia d'oro. Ha stabilito due nuovi record di 138.02 punti per il programma libero di pattinaggio artistico femminile juniores, e 208.60 punti in totale.

### Stagione 2017-18: campionessa olimpica

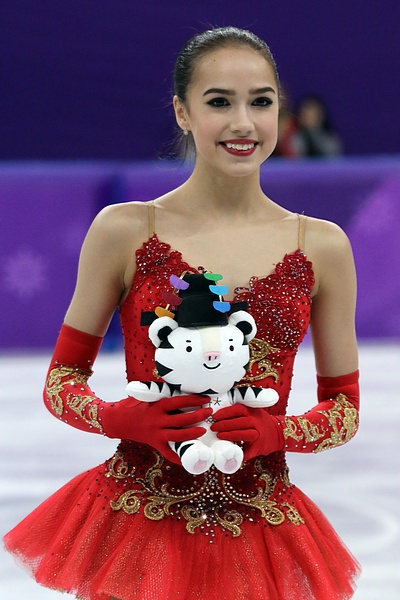
Zagitova alle Olimpiadi Invernali di Pyeongchang 2018

Il debutto di stagione per Zagitova è stato al Lombardia Trophy, dove si è classificata terza nel corto e prima nel libero, per concludere in prima posizione con un punteggio totale di 218.46, davanti alla giapponese Wakaba Higuchi e all'italiana Carolina Kostner.
Per il circuito del Grand Prix, Zagitova è stata assegnata alla Cup of China e all'Internationaux de France. In entrambe le tappe, pur non classificandosi mai prima dopo il programma corto, si è rifatta ampiamente dopo il libero vincendo due ori. In particolare, alla Cup of China Zagitova era quarta dopo il corto, ma ha potuto recuperare fino a vincere la competizione con un totale di 213.88 punti. Alla tappa francese invece, Zagitova era quinta dopo il corto a causa di una caduta sul triplo lutz e alcune deduzioni da sotto-rotazione, ma grazie ad un libero da 151.34 punti (suo nuovo miglior punteggio personale), ha vinto la gara con un totale di 213.80. Si è qualificata per la finale di Nagoya, alla quale, seconda dopo il corto, dietro alla canadese Kaetlyn Osmond, con un nuovo miglior punteggio personale nel segmento di gara 76.27, ha presentato un buon libero che, nonostante alcune imperfezioni, le ha permesso di diventare campionessa della finale del Grand Prix per la stagione, con un totale di 223.30.
In dicembre ha preso parte ai Campionati russi (ai quali la campionessa nazionale in carica, Evgenija Medvedeva non ha potuto partecipato a causa di una lesione), vincendo, il suo primo titolo nazionale senior. In base a questo risultato è stata scelta per partecipare ai Campionati europei. Pattinando due programmi puliti, la pattinatrice si è classificata prima in entrambi i segmenti di gara, battendo Medvedeva, sua compagna di allenamento, migliorando il proprio miglior punteggio personale e vincendo così il suo primo titolo europeo. È la prima volta che Medvedeva veniva sconfitta dopo oltre due anni.
Ai Giochi olimpici invernali di Pyeongchang 2018 ha gareggiato per gli Atleti Olimpici dalla Russia (insieme a Medvedeva e Marija Sotskova) in seguito alla squalifica comminata alla Russia per il caso del doping di Stato. Nella gara a squadre ha vinto l'argento (in tale occasione la rappresentativa degli Atleti Olimpici dalla Russia è stata battuta solo dal Canada), mentre nel singolo ha vinto l'oro (davanti alla stessa Medvedeva e alla canadese Kaetlyn Osmond). Nella competizione individuale ha inoltre fatto registrare un nuovo record del mondo nel punteggio del programma corto, con 82.92 punti, migliorando il punteggio da record di 81.61 fatto registrare da Medvedeva quello stesso giorno. Si è classificata prima anche nel libero, ottenendo un punteggio totale di 239.57 punti, suo nuovo miglior punteggio. Zagitova ha vinto la medaglia d'oro all'età di quindici anni e 281 giorni, diventando una dei più giovani campioni olimpici di pattinaggio artistico.
Durante le Olimpiadi del 2018, The New York Times ha riportato che Zagitova ha eseguito il programma più difficile tecnicamente nella storia delle campionesse olimpiche, partendo da un valore base di 46.1, approssimativamente più alto del 25% rispetto a Kristi Yamaguchi e Tara Lipinski negli anni '90, e più del doppio di Dorothy Hamill durante le Olimpiadi negli anni '70. Precedentemente, nel 1998, Lipinski divenne la prima donna ad includere una combinazione triplo loop-triplo loop durante il suo programma alle Olimpiadi. A confronto, Zagitova ha completato la combinazione triplo lutz-triplo loop più difficile di Pyeongchang 2018. Nel programma libero, sempre alle Olimpiadi, Zagitova è stata l'unica concorrente ad eseguire tutti i suoi (sette) elementi di salto nella seconda parte del suo programma. Nel sistema di attribuzione del punteggio dell'ISU, questo assegna un 10% di bonus, perché vengono considerati salti su "gambe stanche".
Come ultima competizione della stagione, Zagitova ha gareggiato ai campionati mondiali di Milano 2018. Nel programma corto si è classificata seconda, dietro alla pattinatrice di casa, Carolina Kostner, di soli 0,76 punti. Nel programma libero è però caduta tre volte, finendo quinta nella classifica finale e non riuscendo così a ottenere la medaglia d'oro in tutte le gare a cui ha preso parte durante la stagione.

### Stagione 2018-19: campionessa del mondo

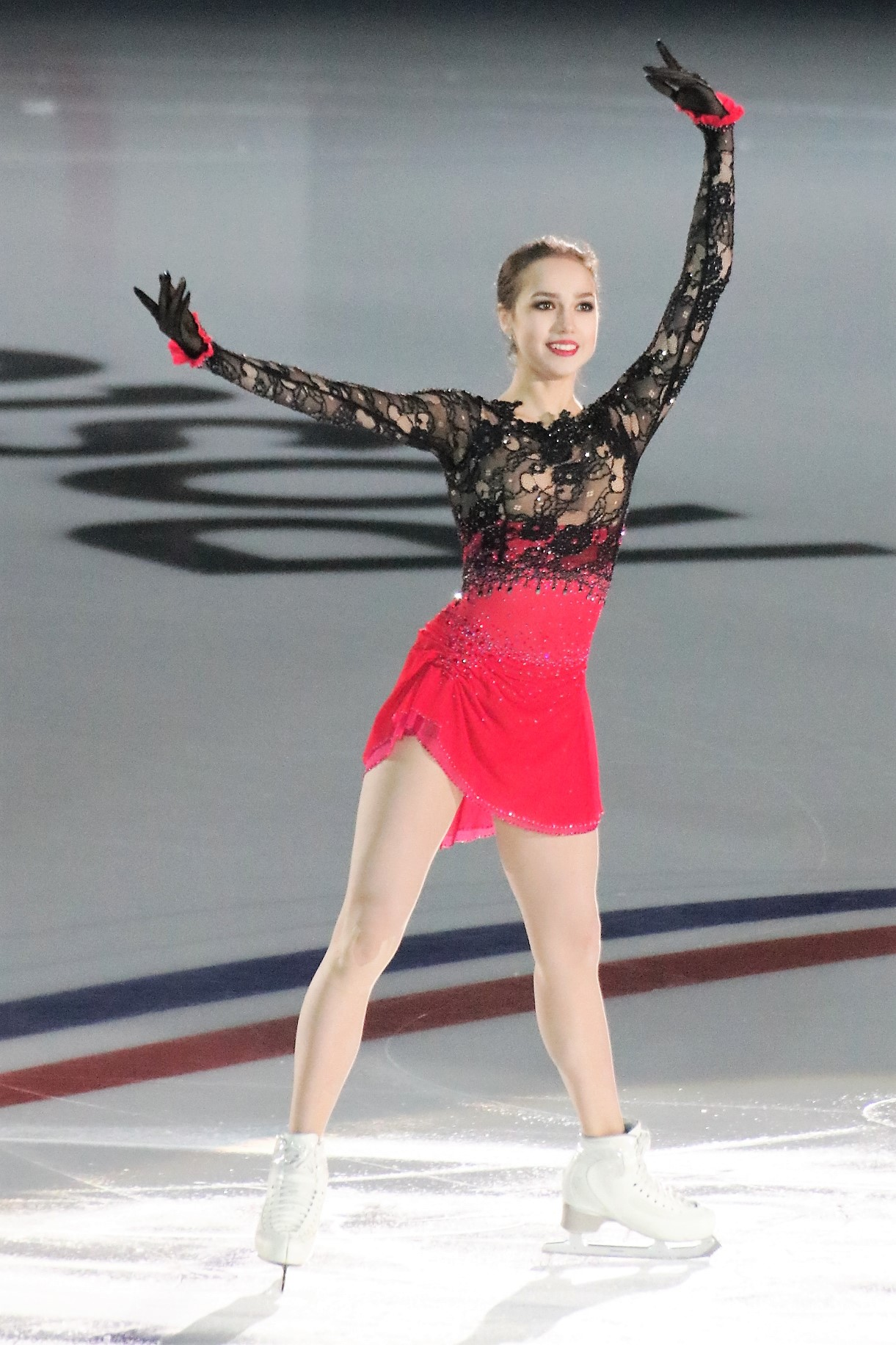
Zagitova durante la Cup of Russia 2018.

Zagitova ha iniziato la nuova stagione al Nebelhorn Trophy, a Oberstdorf, in Germania, con tre punteggi da record fatti registrare sotto il nuovo sistema di punteggi appena fatto introdurre, vincendo l'oro con un totale di 238.43 punti. Ha poi partecipato al Grand Prix di Helsinki, la prima tappa del Grand Prix ISU 2018-19, classificandosi prima in entrambi i segmenti di gara e vincendo la competizione con un margine di circa 18 punti rispetto alla seconda classificata, la connazionale Stanislava Konstantinova. A metà novembre ha poi preso parte alla Rostelecom Cup, classificandosi di nuovo prima e a 25 punti da un'altra connazionale, Sof'ja Samodurova.
I risultati ottenuti le hanno permesso di qualificarsi per la finale con il massimo dei punti. Nel programma corto, Zagitova si è classificata seconda, dietro alla rivale Rika Kihira, l'altra pattinatrice ad essersi qualificata per la finale con due vittorie nelle sue due tappe del Grand Prix. L'atleta giapponese ha migliorato il record per il programma corto, precedentemente detenuto dalla stessa Zagitova. Seconda anche nel programma libero, Zagitova ha poi vinto la medaglia d'argento. Dopo la competizione, Zagitova ha affermato che "tutti vogliono essere sempre primi, ma non può succedere sempre".
È stata nominata "Atleta dell'Anno", sotto la categoria "Pride of Russia", dal Ministero dello Sport russo, lasciando indietro la schermitrice Inna Deriglazova e la ginnasta Angelina Mel'nikova.
Ai Campionati nazionali russi del 2019, Zagitova si è piazzata prima dopo il programma corto, affermando di essere "soddisfatta dal programma corto oggi, ma c'è ancora spazio per migliorare". Al contrario, nel programma libero, è caduta due volte e ha avuto difficoltà durante la sequenza coreografica. Si è classificata dodicesima nel programma libero e quinta nel totale. In ogni caso, le vincitrici delle medaglie erano ancora in categoria junior e quindi non idonee ad essere mandate ai Campionati europei. Considerato che Zagitova era la seconda della categoria senior, le è stato assegnato automaticamente un posto ai Campionati europei, nonostante essere arrivata quinta. Non ha parlato con i media dopo la competizione.
Ai Campionati europei del 2019, Zagitova si è classificata prima dopo il programma corto, nonostante una sotto-rotazione sul suo triplo loop. Nel programma libero, invece, è caduta una volta e sbagliando la maggior parte dei salti, che l'ha portata a classificarsi quarta nel libero e seconda in totale, dietro Samodurova e soltanto quattro punti davanti alla finlandese Vivenca Lindfors. Dopo la competizione, ha dichiarato che "è positivo che io sia sul podio e la medaglia d'argento è positiva -sarebbe potuta andare peggio, quindi sono contenta di aver vinto l'argento, anche se avrei voluto fare meglio per me personalmente."
A seguito dei Campionati europei, Zagitova è stata scelta per rappresentare la Russia ai Campionati Mondiali del 2019 a Saitama, in Giappone, insieme a Sof'ja Samodurova e alla sua ex-compagna di allenamento Evgenija Medvedeva. Nel programma corto, Zagitova ha pattinato un programma pulito, ottenendo alti GOE sui salti, inclusi la sua famosa combinazione triplo lutz-triplo loop. Ha ottenuto un nuovo season best di 82.08 punti, superando di oltre cinque punti Kaori Sakamoto, classificata in seconda posizione, più di undici punti Rika Kihira. Due giorni dopo, Zagitova ha pattinato un programma libero pulito per la prima volta dal Nebelhorn Trophy a settembre 2018, ottenendo un punteggio di 155.42 punti, il più alto della giornata. Con un punteggio totale di 237.50, ha ottenuto la sua prima vittoria mondiale, con quasi tredici punti in più della seconda classificata, la sua compagna di allenamento Elizabet Tursynbaeva e quasi quattordici in più di Medvedeva, terza classificata.

### Stagione 2019-2020: la pausa
Alina prende parte al Japan Open, classificandosi seconda nel libero dietro alla connazionale Aleksandra Trusova e prima nella gara a squadre. Prende parte all'Internationaux de France, dove vince l'argento dietro ad Alëna Kostornaja e davanti a Mariah Bell, dopo essersi classificata seconda nel programma corto e terza nel programma libero. Partecipa poi all'NHK Trophy, dove vince la medaglia di bronzo dietro ad Alëna Kostornaja e Rika Kihira, dopo essersi piazzata quarta dopo il programma corto e terza nel programma libero, ottenendo così l'accesso alla Finale di Grand Prix. A Torino si classifica seconda dopo il programma corto, con un punteggio di 79.60 (suo nuovo primato stagionale), dietro a Kostornaja, ma ha delle difficoltà nel programma libero, cadendo su un doppio axel e ottenendo GOE negativi per alcuni salti sottoruotati. Si classifica in totale sesta.
Una settimana dopo, annuncia di volersi prendere una pausa dalle gare, affermando che non prenderà parte agli imminenti nazionali russi e, di conseguenza, nemmeno agli Europei o ai Mondiali.

## Carriera professionistica
Nel 2025 Zagitova è stata protagonista ti una messa in scena su ghiaccio dello spettacolo Assol, basato su un romanzo di Aleksandr Grin. Insieme a lei si è esibita Evgenia Medvedeva.

## Record
Zagitova ha segnato quattro record del mondo sotto il nuovo sistema di punteggio introdotto nella stagione 2018-19. Sono chiamati "record storici" tutti i punteggi fatti registrare sotto il sistema di punteggio precedente.

### Categoria senior

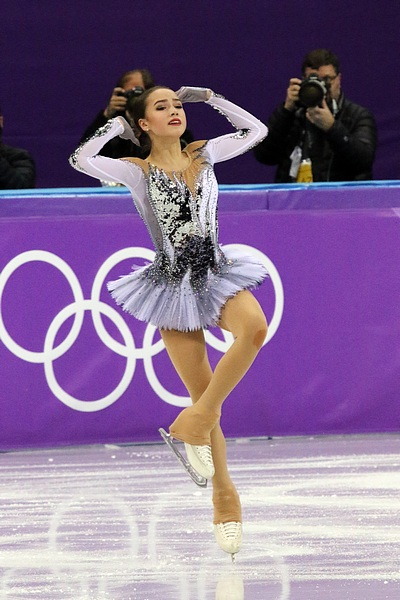
Zagitova pattina il suo programma corto ai Giochi Olimpici Invernali di Pyeongchang 2018

| Punteggio totale femminile                | Punteggio totale femminile | Punteggio totale femminile | Punteggio totale femminile | Punteggio totale femminile                                                   |
| Data                                      | Punteggio                  | Evento                     | Anno                       | Note                                                                         |
| ----------------------------------------- | -------------------------- | -------------------------- | -------------------------- | ---------------------------------------------------------------------------- |
| 28 settembre 2018                         | 238.43                     | Nebelhorn Trophy           | 2018                       |                                                                              |
| Programma corto femminile                 |                            |                            |                            |                                                                              |
| Data                                      | Punteggio                  | Evento                     | Anno                       | Note                                                                         |
| 17 novembre 2018                          | 80.78                      | Rostelecom Cup             | 2018                       | Il record è stato battuto da Rika Kihira alla finale del Grand Prix 2018-19. |
| 27 settembre 2018                         | 79.93                      | Nebelhorn Trophy           | 2018                       |                                                                              |
| Programma libero femminile                |                            |                            |                            |                                                                              |
| Data                                      | Punteggio                  | Evento                     | Anno                       | Note                                                                         |
| 28 settembre 2018                         | 158.50                     | Nebelhorn Trophy           | 2018                       |                                                                              |
| Record storici: programma corto femminile |                            |                            |                            |                                                                              |
| Data                                      | Punteggio                  | Evento                     | Anno                       | Note                                                                         |
| 21 febbraio 2018                          | 82.92                      | Olimpiadi Invernali        | 2018                       | Zagitova ha battuto il precedente record di Evgenia Medvedeva.               |

### Categoria junior
- Alla finale del Grand Prix 2016-17 è stata la prima pattinatrice nella storia a superare il punteggio dei 200 punti totali in una competizione in categoria junior.[36]
- Alla finale del Grand Prix 2016-17 ha segnato il record femminile in categoria junior per il programma corto, con un punteggio di 70.92 punti, battendo il record precedente fatto registrare da Polina Tsurskaya. Il record è stato battuto da una compagna di allenamenti di Zagitova, Alëna Kostornaja, alla finale del Grand Prix Junior 2017-18.[36]
- Alla finale del Grand Prix 2016-17 ha segnato il record femminile in categoria junior per il programma libero, con un punteggio di 136.51 punti. Ha migliorato questo punteggio ai campionati mondiali junior del 2017, raggiungendo i 138.02 punti.[36] Il record è poi stato battuto da Aleksandra Trusova ai campionati mondiali juniores 2018.
- Alla finale del Grand Prix 2016-17 ha segnato il record femminile in categoria junior per il punteggio totale, con 207.43 punti. Ha migliorato questo punteggio ai campionati mondiali junior del 2017, raggiungendo i 208.60 punti.[36] Il record è poi stato battuto da Aleksandra Trusova ai campionati mondiali juniores 2018.

## Programmi
| Season    | Programma corto | Programma libero | Esibizione                                                                                       |
| --------- | --- | --- | ------------------------------------------------------------------------------------------------ |
| 2019-2020 | - Me Voy di Yasmin Levy, coreografia di Daniil Glejchengauz e Ėteri Tutberidze                                                   | Cleopatra - The feeling begins di Peter Gabriel - Lawrence of Arabia Overture di Maurice Jarre - Ramses di Khatir Hicham, coreografia di Daniil Glejchengauz | - Bad Guy, di Billie Eilish - Outro di M83 (gruppo musicale), coreografia di Daniil Glejchengauz |
| 2018-2019 | - The Phantom of the Opera (soundtrack) di Andrew Lloyd Webber, coreografia di Daniil Glejchengauz                               | - Carmen di Georges Bizet coreografia di Daniil Glejchengauz                                                                                                 | - Survivor (da Tomb Raider) by 2WEI                                                              |
| 2017–2018 | - Black Swan by Clint Mansell - The Middle of the World (from Moonlight) di Nicholas Britell, coreografia di Daniil Glejchengauz | - Don Chisciotte, di Ludwig Minkus | - Afro Blue, di Jazzmeia Horn                                                                    |
| 2016–2017 | - Samson et Dalila, di Camille Saint-Saëns                                                                                       | - Don Chisciotte, di Ludwig Minkus, coreografia di Ėteri Tutberidze                                                                                          | - La pantera rosa, di Henry Mancini                                                              |
| 2015–2016 | - La pantera rosa, di Henry Mancini                                                                                              | - Unchained Melody (Dance) / The Love Inside - Suspend My Disbelief / I Had A Life (da Ghost the Musical) di Dave Stewart e Glen Ballard                     |                                                                                                  |

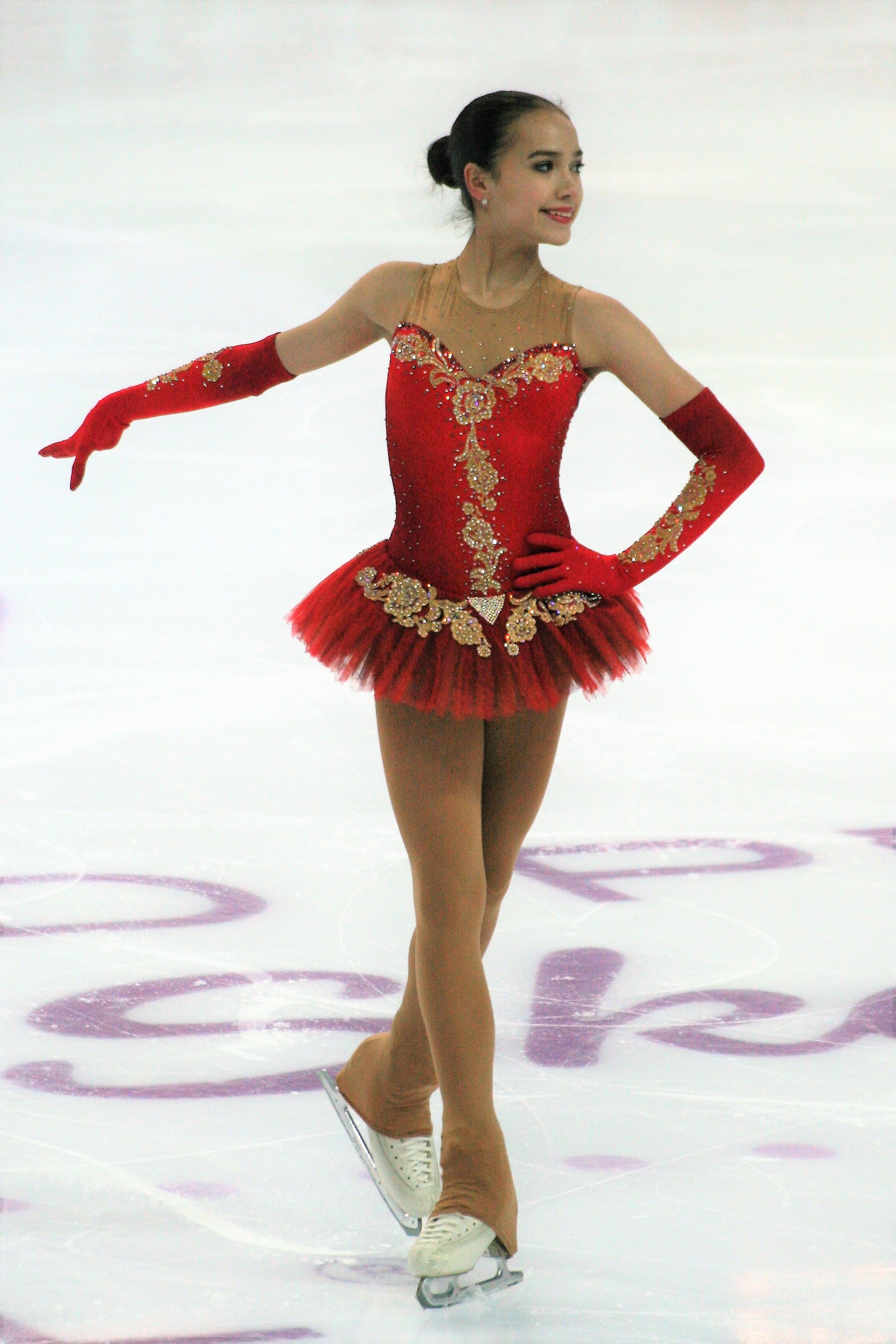
Alina Zagitova pattina il suo programma libero alla finale del Grand Prix juniores del 2016, sulle note del Don Chisciotte di Ludwig Minkus.

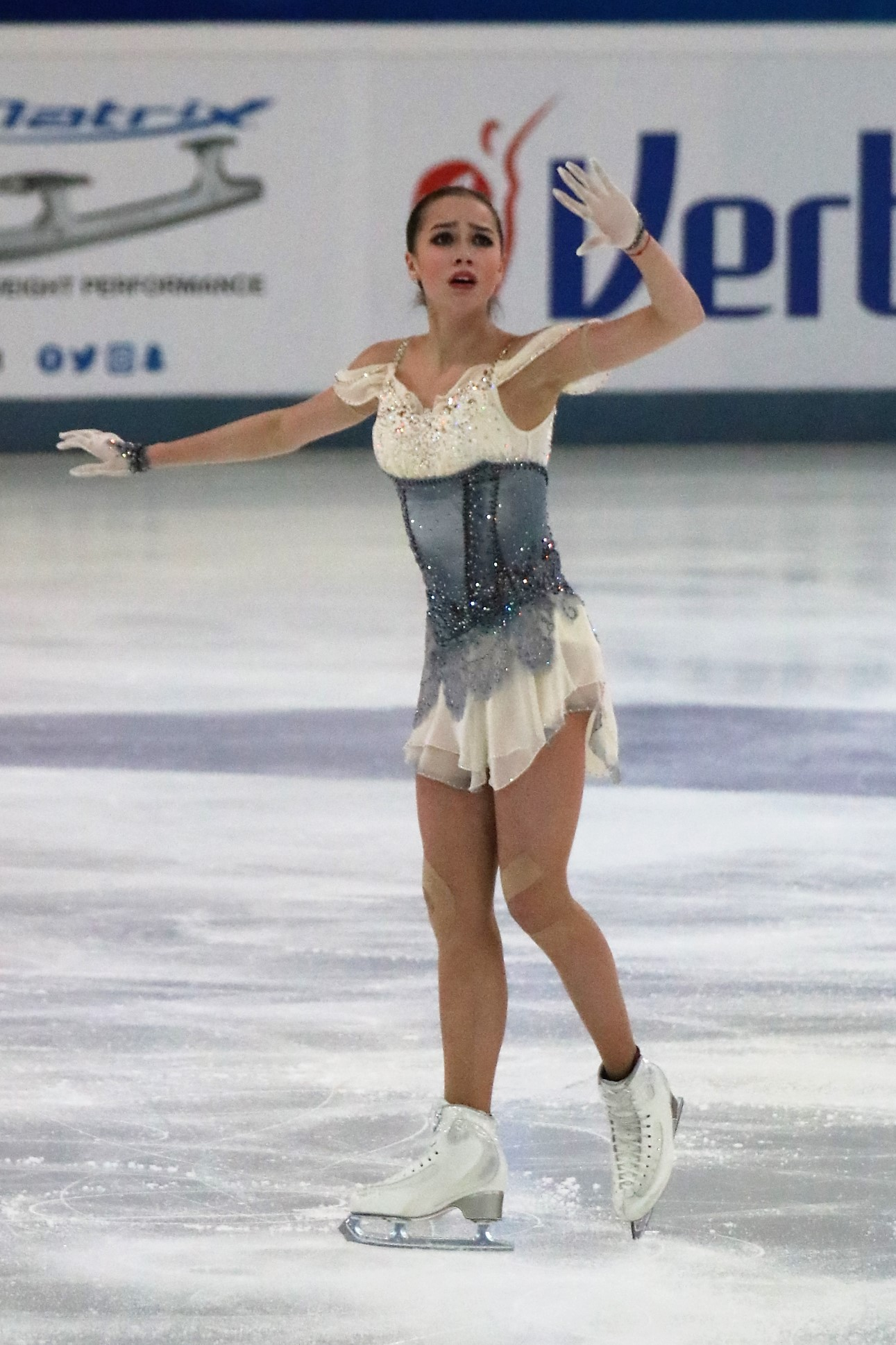
Alina Zagitova pattina il suo programma corto, sulla musica di Andrew Lloyd Webber, ai Campionati nazionali russi per la stagione 2018-2019.

## Risultati
GP: Grand Prix; CS: Challenger Series; JGP: Junior Grand Prix
| Internazionali                           | Internazionali | Internazionali | Internazionali | Internazionali | Internazionali | Internazionali |
| Evento                                   | 2015–16        | 2016–17        | 2017–18        | 2018–19        | 2019–20        | 2020–21        |
| ---------------------------------------- | -------------- | -------------- | -------------- | -------------- | -------------- | -------------- |
| Giochi olimpici invernali                |                |                | 1º             |                |                |                |
| Mondiali                                 |                |                | 5º             | 1º             |                |                |
| Europei                                  |                |                | 1º             | 2º             |                |                |
| GP Finale                                |                |                | 1º             | 2º             | 6º             |                |
| GP Cup of China                          |                |                | 1º             |                |                |                |
| GP della Finlandia                       |                |                |                | 1º             |                |                |
| GP Trophée Eric Bompard                  |                |                | 1º             |                | 2º             |                |
| GP Rostelecom Cup                        |                |                |                | 1º             |                |                |
| GP NHK Trophy                            |                |                |                |                | 3º             |                |
| CS Lombardia Trophy                      |                |                | 1º             |                |                |                |
| CS Nebelhorn Trophy                      |                |                |                | 1º             |                |                |
| Internazionali junior                    |                |                |                |                |                |                |
| Mondiali Junior                          |                | 1º             |                |                |                |                |
| JGP Finale                               |                | 1º             |                |                |                |                |
| JGP Francia                              |                | 1º             |                |                |                |                |
| JGP Slovenia                             |                | 3º             |                |                |                |                |
| Festival olimpico della gioventù europea |                | 1º             |                |                |                |                |
| Nazionali                                |                |                |                |                |                |                |
| Campionati russi                         |                | 2º             | 1º             | 5º             | R              | R              |
| Campionati russi junior                  | 9º             | 1º             |                |                |                |                |
| Gare a squadre                           |                |                |                |                |                |                |
| Olimpiadi                                |                |                | 2º T 1º P      |                |                |                |
| Japan Open                               |                |                | 1º S 3º P      | 2º S 1º P      | 1º S 2º P      |                |

## Onorificenze

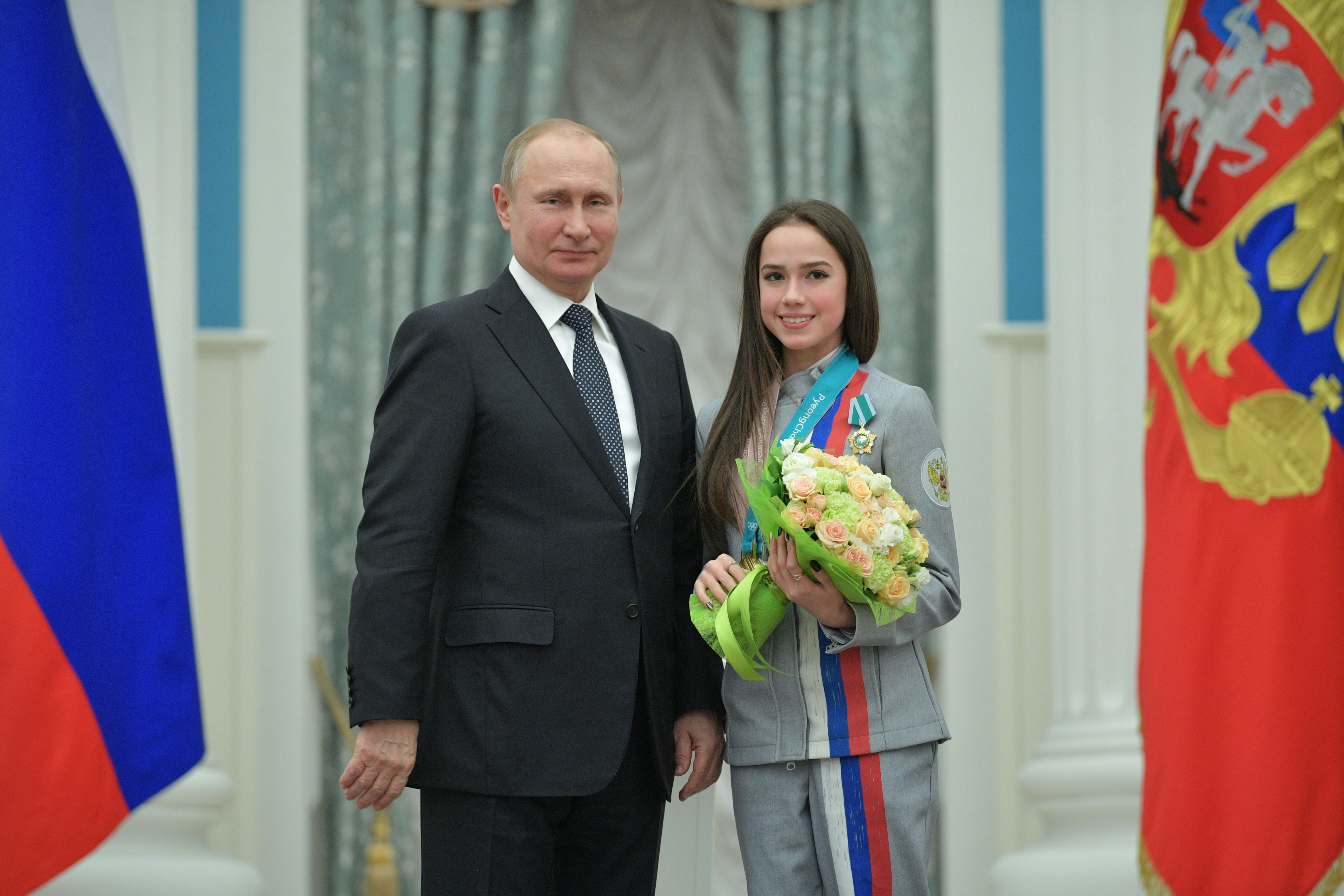
Il presidente russo Vladimir Putin e Alina Zagitova, alla cerimonia per l'assegnazione dell'Ordine dell'Amicizia.